# Judith Estrin
Judith "Judy" L. Estrin é uma empresária estadunidense. Judith Estrin atua no Conselho de Administração da The Walt Disney Company, desde 1998, e também também no mesmo cargo na empresa FedEx Corporation.

## Vida

### Vida empresarial
Judith Estrin é uma empresária americana executiva. Ela é CEO da JLabs LLC, anteriormente chamada de Packet Design Management Company, LLC, através do qual ela exerce uma ampla gama de atividades de consultoria, incluindo audiências de empresas, de consultorias e palestras. Judy é autora de Closing the Innovation Gap: Reigniting the Spark of Creativity in a Global Economy (lançado no Brasil com o título "Estreitando a lacuna da inovação: Como reacender a centelha da criatividade na economia global", pela DVS Editora)), editado pela Editora McGraw-Hill em Hardcover, setembro de 2008, um livro geral de juros em que os desafios nacionais, acadêmicos e líderes de negócios a trabalhar juntos para tornar os Estados Unidos competitivo novamente. Estrin é uma empresária de tecnologia que co-fundou sete empresas com Bill Carrico e foi a diretor de tecnologia da Cisco Systems de 1998 até 2000. Estrin atua no Conselho de Administração da Walt Disney desde 1998 e da FedEx Corporation desde 1989. Anteriormente, atuou no conselho da Federal Express, Rockwell e da Sun Microsystems. Ela também atua no programa interdisciplinar  Stanford School of Engineering and Bio-X, que traduzindo seria "Escola de Engenharia e Bio-X de Stanford", e é uma membra da Universidade da Califórnia Ciência do Presidente da Universidade da Califórnia e do Conselho de Inovação.
Enquanto em Stanford, Judith Estrin trabalhou com o grupo de investigação liderado por Vint Cerf. Depois de Stanford, trabalhou na Zilog Corporation, onde contribuiu para o design dos microprocessadores Z8 e Z8000, e liderou a equipe que desenvolveu um dos primeiros sistemas comerciais de rede local, chamado Z-net.
Em 1981, a co-fundadora Estrin Bridge Communications, uma roteadora de rede, pontes e comunicações de servidores da empresa. A empresa se fundiu com a 3Com em 1987. Em 1988 ingressou na equipe de fundadores da Network Computing Devices (NCD) como Vice-Presidente, e mais tarde tornou-se presidente e CEO em 1993.
Em 1995, foi co-fundadora da Precept Software, Inc., uma empresa desenvolvedora de software de rede, e serviu como presidente e CEO até a aquisição da empresa pela Cisco Systems em 1998, quando ela se tornou a sua Chefe de Tecnologia e Vice-Presidente Superior da Cisco Systems, até 2000.
Em 2000, Estrin co-fundou Packet Design, LLC, uma empresa de tecnologia de rede que girou para a Packet Design, Inc, cujo conselho, ela ainda serve. Ela serviu como CEO na empresa até que foi dissolvida, distribuindo seus bens para os investidores no final de 2007.
Estrin foi três vezes chamada para seu nome estar na lista da Fortune magazine, segundo a revista, sendo uma das 50 mulheres mais poderosas no mundo dos negócios. Ela foi homenageada em 2002, com indução no Women in Technology International Hall of Fame, que traduzindo seria "Hall da Fama das Mulheres na Tecnologia".

### Educação
Judith Estrin recebeu um diploma de bacharel em Matemática e em Ciência da Computação da UCLA Judith Estrin também fez mestrado em engenharia elétrica pela Universidade de Stanford em 1977.